# Renault Master
O Renault Master é um furgão/van de grande porte produzido pela montadora francesa Renault desde 1980, agora em sua 3ª geração. Ele substituiu os anteriores caminhões leves Renault Super Goélette na França. A Opel vendeu versões das vans da segunda e terceira séries como Opel Movano na Europa Continental e Vauxhall Movano no Reino Unido. Todas as três gerações foram projetadas e fabricadas pela Renault, independentemente da marca.

## No Brasil
No Brasil, chegou em 2002 a sua 2ª geração, que passou a ser fabricada sob a marca Renault, sob o mesmo nome adotado na Europa, Renault Master. Ganhou uma reestilização em 2009. Em 2013, a Renault do Brasil passou a fabricar a 3ª geração para o mercado brasileiro. Em 2022, para a linha 2023, ganhou a reestilização que teve na França em 2019, com faróis de Sandero de 2ª geração.

## Galeria

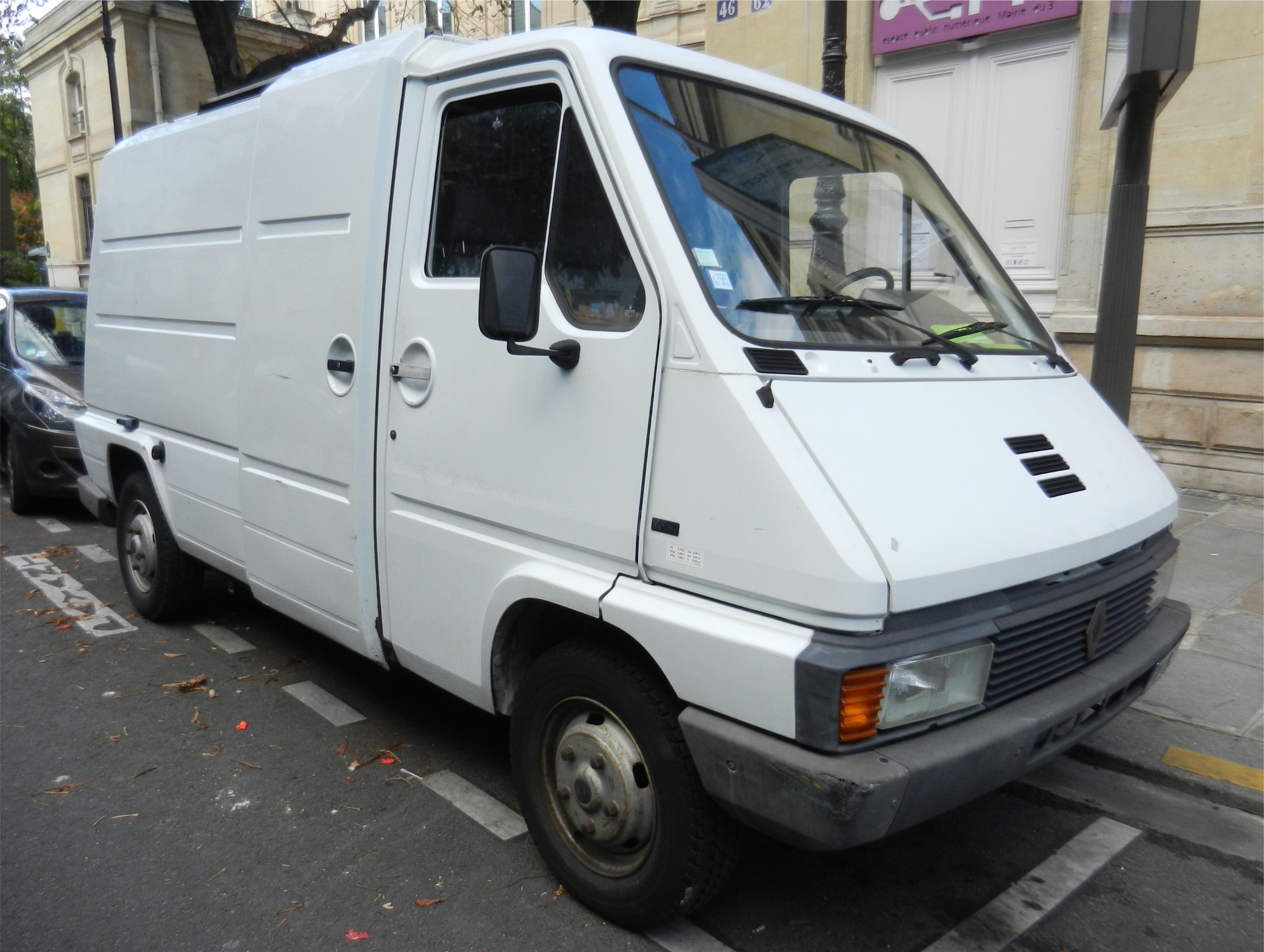
1ª geração
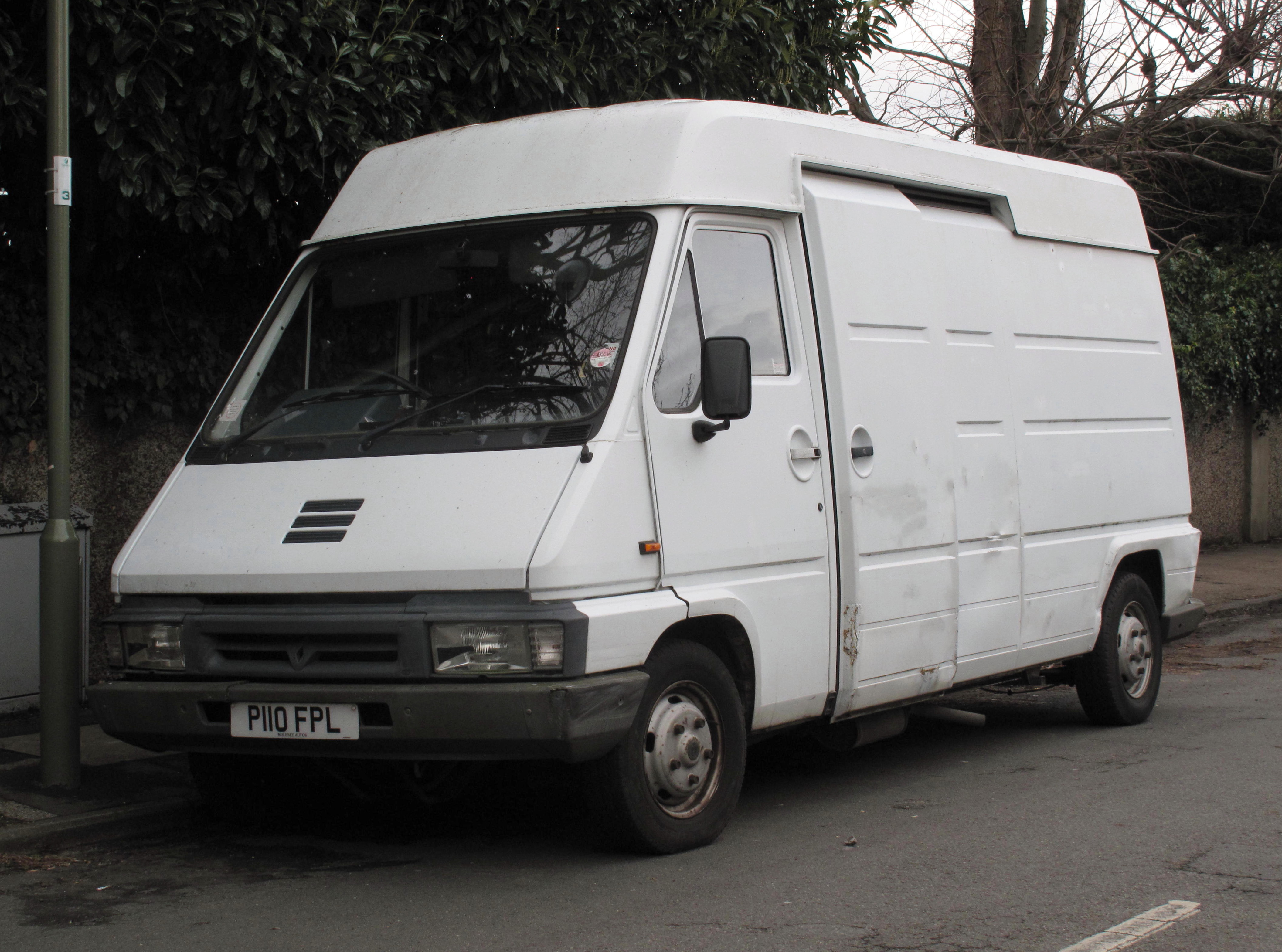
1ª geração, facelift
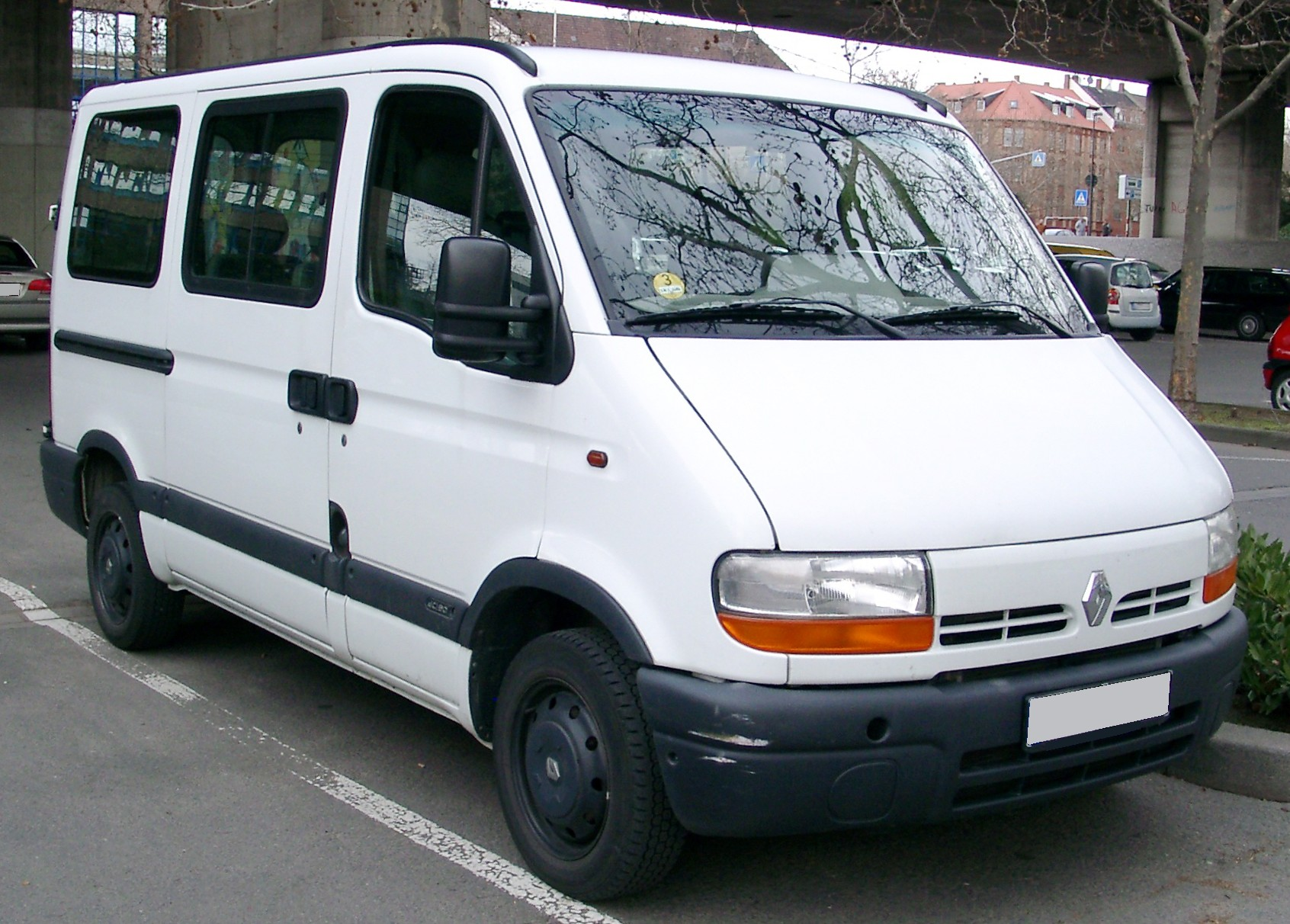
2ª geração
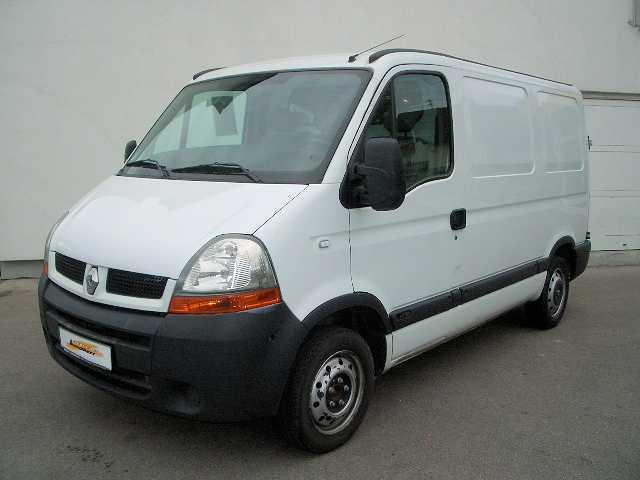
2ª geração, facelift
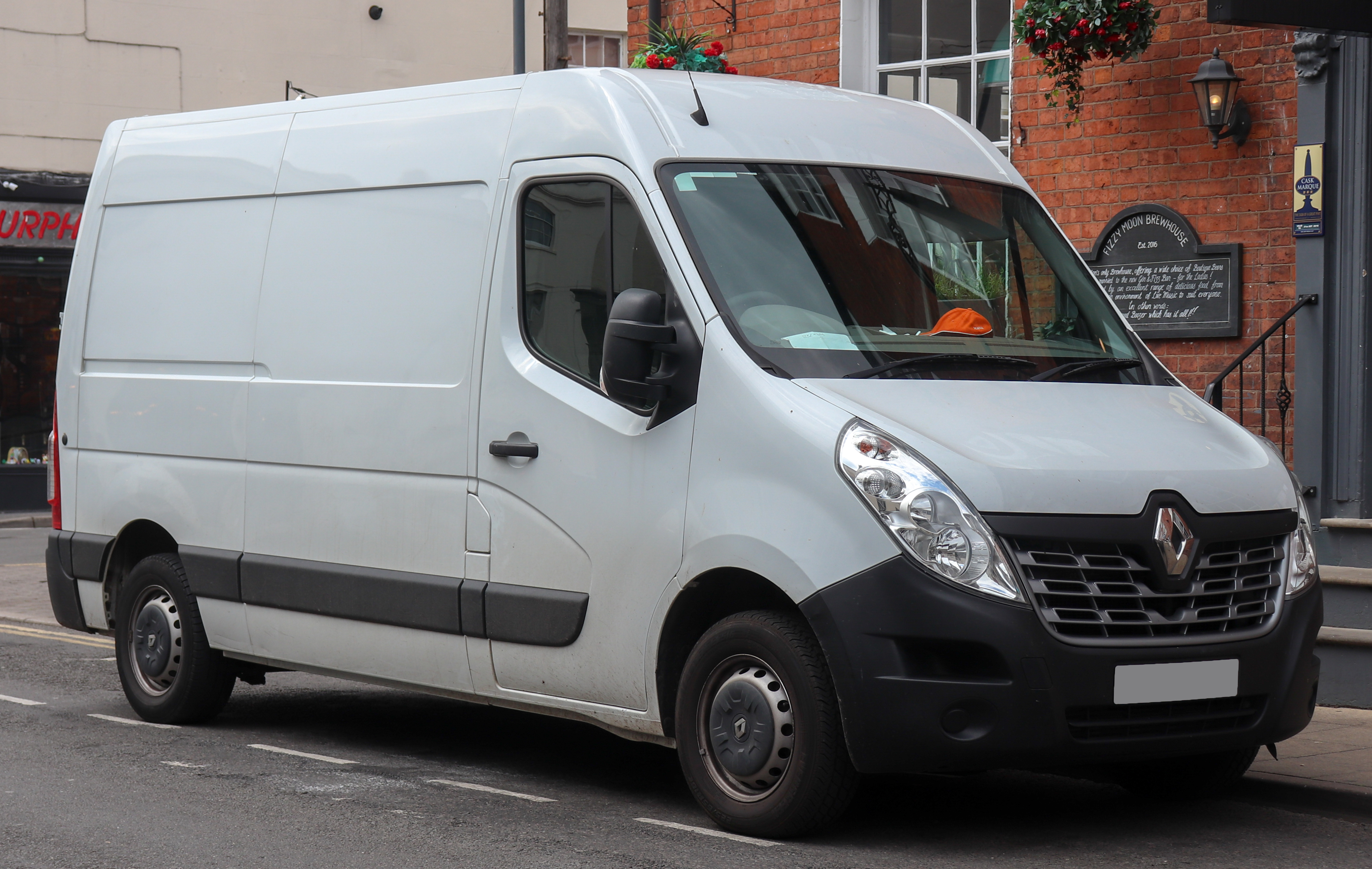
3ª geração
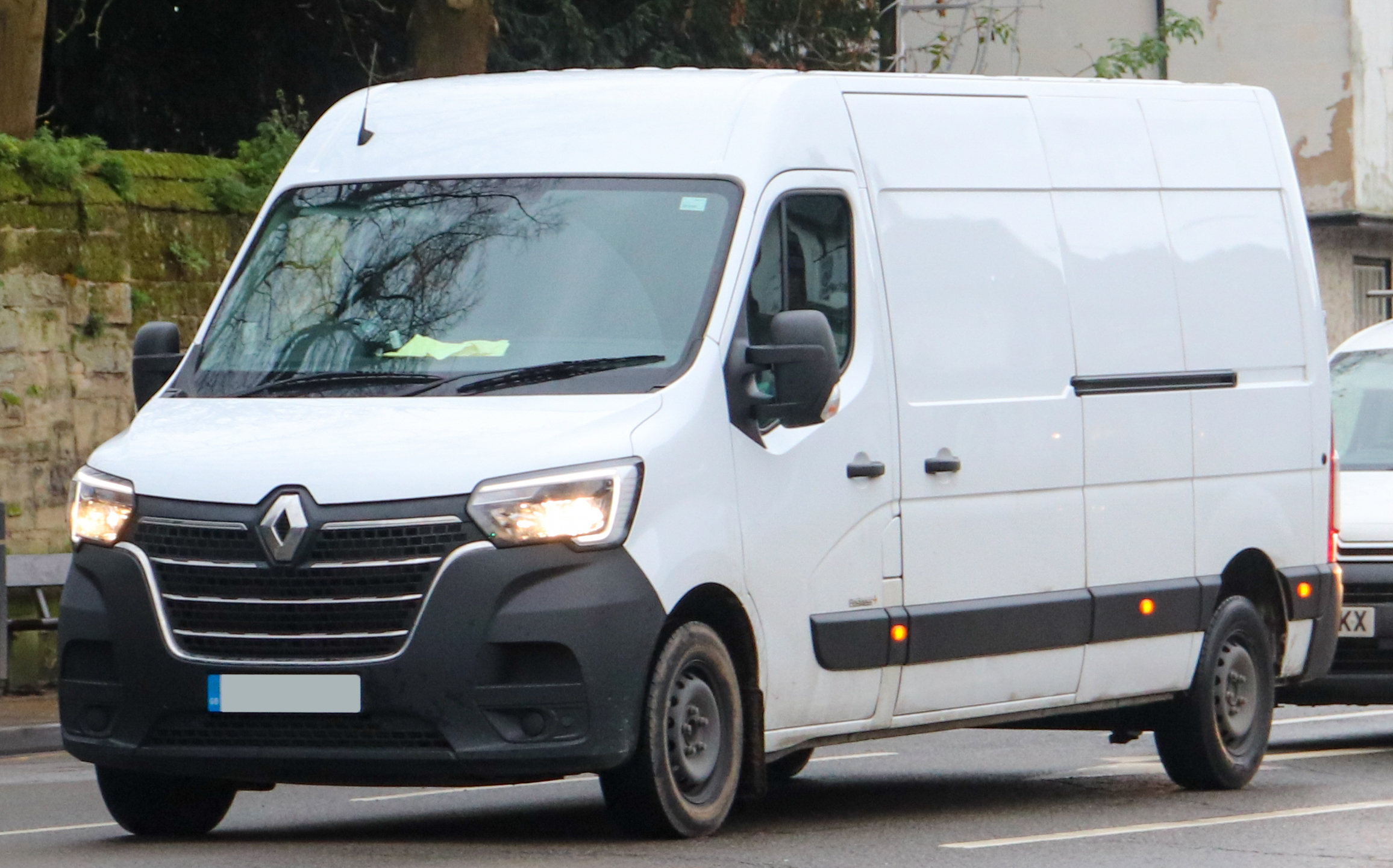
3ª geração, facelift